# Chaetodactyla
Chaetodactyla is een geslacht van kevers uit de familie van de loopkevers (Carabidae). De wetenschappelijke naam van het geslacht is voor het eerst geldig gepubliceerd in 1897 door Tschitscherine.

## Soorten
Het geslacht Chaetodactyla omvat de volgende soorten:
- Chaetodactyla alluaudi Tschitscherine, 1899
- Chaetodactyla basilewskyi Deuve, 1983
- Chaetodactyla brancsiki (Tschitscherine, 1898)
- Chaetodactyla catalai (Jeannel, 1948)
- Chaetodactyla decorsei (Tschitscherine, 1903)
- Chaetodactyla descarpentriesi Deuve, 1980
- Chaetodactyla feronioides (Tschitscherine, 1897)
- Chaetodactyla lambertoni Deuve, 1983
- Chaetodactyla mirabilis Tschitscherine, 1897
- Chaetodactyla olsoufieffi (Alluaud, 1935)
- Chaetodactyla pauliani (Jeannel, 1955)
- Chaetodactyla peyrierasi Deuve, 1980
- Chaetodactyla robusta Deuve, 1980
- Chaetodactyla seyrigi (Alluaud, 1935)
- Chaetodactyla simulans Deuve, 1983
- Chaetodactyla sinuaticollis Deuve, 1980
- Chaetodactyla sphodroides Deuve, 1980
- Chaetodactyla striatipennis Deuve, 1983
- Chaetodactyla thoracica (Jeannel, 1948)
- Chaetodactyla vicina Deuve, 1980